# Călin Turcu
Călin N. Turcu (ngày 25 tháng 9 năm 1942, Ploiești – ngày 7 tháng 1 năm 2006, Craiova) là nhà nghiên cứu UFO,  cổ sinh học, cận tâm lý học, sinh học vũ trụ người România kiêm nhà sáng lập tổ chức RUFOR (Romanian UFO Researchers).
Kể từ khi tận mắt chứng kiến UFO tại Valea Plopului ở România vào năm 1972, Turku bắt đầu điều tra hiện tượng UFO tại nước mình, tích lũy một số lượng lớn lời khai, hình ảnh và bản phác thảo, nắm giữ trong tay hàng nghìn bản báo cáo của những người chứng kiến hiện tượng được đề cập.
Năm 1977, ông thành lập nhóm nghiên cứu hiện tượng UFO gọi là RUFOR ở Vălenii de Munte , và từ năm 1979 đến 1986 ông cộng tác với nhóm này chuyên đăng bản tin nội bộ và đồng sáng lập tạp chí RUFOR, tổng cộng có 27 số từ năm 1994 đến 1996.
Từ năm 1992, ông đứng ra thành lập thư viện UFO học quốc tế ở Vălenii de Munte.

## Tác phẩm
- Cazuri OZN în România. S-a întâmplat mâine (1992)
- OZN - Istorie stranie și adevărată (1992)
- Strict secret. Raportul UMMO (1993)
- OZN Strict secret: Afacerea UMMO (1994)
- Enciclopedia observatiilor OZN din Romania (1994)
- Dosar OZN România (1996)
- OZN - Ultima oră (1996)
- OZN - Cenzura cosmică (1996)
- OZN - Maxim interes (1997)
- Paradoxul secretomaniei (1998)
- OZN - istorie stranie și adevarată
- Paradoxul secretomaniei (2000)
- Între firesc și imposibil (2001)
- Marile evenimente OZN în România (2002)
- Extratereștrii în România, tập I (2004), tập II (2005)